# Simbas
Nivaldo Alves Horas, conhecido como Simbas, (1952) é um cantor brasileiro, mais conhecido por seu trabalho em bandas de rock famosas da década de 1970, como Casa das Máquinas, Capop, Inteligence, Raices de America e Tutti Frutti, ganhando mais destaque com a primeira.

## Carreira
Começou a carreira cantando em uma banda de bailes chamada Mountry, quando veio o convite para se tornar integrante da banda Casa das Máquinas, em 1976, com a qual fez shows por todo o Brasil. Fica na banda até 1978. Nesse período, numa apresentação na extinta TV Tupi, no programa Som Pop, a apresentação é censurada, devido ao estilo de Simbas, que estaria vestindo roupas chamativas e tendo uma performance com movimentos muito exóticos para os padrões estabelecidos na época pelos censores do regime militar brasileiro.
Vocalista também da Banda Tutti Frutti, liderada por Luiz Carlini (guitarrista) gravando o LP "Dançar é o melhor remédio".
Nos últimos anos, Simbas também atua com a banda Dr. Fritz, além de ser empresário no ramo de sonorização e diretor técnico da rede de bares Brahma.
Simbas fez parte dos jurados do programa "Canta Comigo" (Record TV) no anos de 2018 e 2019.

### Polêmicas
Em 18 de setembro de 1977, se envolveu em uma briga com um cameraman da TV Record, Lucínio de Faria, que resultou na morte do funcionário. Em 1983, por falta de provas, foi absolvido pela justiça.